# 陳彥博
陳彥博（英語：Tommy Chen，1986年6月10日—）是臺灣極限運動員、演說家，亦有多本著作。陳彥博從小為競速滑輪運動員，高中學生時代即轉為田徑運動員，專攻長跑，於台灣及國際各田徑賽事、路跑賽事成績亮眼。2008年，與超馬好手林義傑、劉柏園組隊，首次挑戰磁北極650公里極限馬拉松，獲得團體組第三名的好成績。2011年4月，發現罹患咽喉癌，治療後順利痊癒。2011年底剛病癒，即成功挑戰了南非喀拉哈里沙漠250公里超馬賽。並於2013年5月，完成澳洲520公里內陸橫越賽後 ，成為完成世界7大洲、8大站極地超級馬拉松賽事的首位亞洲人，也創下最年輕紀錄。於2016年4大極地賽取得最高總積分，成為2016年4大極地賽總冠軍。

## 學歷
- 國立體育大學教練研究所(運動訓練生化與營養研究群)
- 國立體育大學陸上技術學系
- 臺北市立成淵高級中學
- 臺北市立士林國民中學
- 臺北市士林區百齡國民小學

## 經歷[6]
- 2004年：「台北市體育節」績優選手
- 2009年：「台灣人壽十大感動人物」
- 2009年 - 2016年：「The North Face」簽約選手
- 2010年 - 2013年：「遊戲橘子關懷基金會」代言人
- 2010年：「Keep Walking 夢想資助計畫」得主
- 2010年：「歐舒丹男士維登系列」代言人
- 2010年：「TEDxTaipei」講師[7]
- 2010年：「中國時報台灣潛力100」人物
- 2011年：「遠見雜誌新台灣之光100」人物
- 2011年：「體委會運動菁英獎」入圍最佳運動精神獎
- 2011年：「救國團頒發青年獎章」
- 2011年：「Johnnie Walker夢行者」廣告代言人
- 2011年：「IDA亞洲國際龍騰獎」主場講師
- 2011年：「Nokia Lumia」代言
- 2012年：「行政院青輔會青舵獎全國優秀大專青年獎」體育弘揚類得主
- 2012年：「外交部國際青年大使」代言人
- 2012年：「第30屆 倫敦奧林匹克運動會」火炬手
- 2012年：「體委會運動菁英獎」入圍最佳運動精神獎
- 2012年：「成淵高中」傑出校友
- 2013年：「TEDxTaipei」講師[8]
- 2013年：「第51屆中華民國十大傑出青年」[9]
- 2013年：「交通部安全宣導影片」廣告代言人
- 2013年：「高雄市政府」形象廣告代言人
- 2013年：「CITIZEN星辰錶」代言人
- 2014年：「三星微夢想」廣告主角
- 2014年：「安麗紐崔萊」活動推廣大使
- 2014年：「新北市政府」廣告禮貌宣傳大使
- 2015年：「國立體育大學」傑出校友
- 2019年： 「JUMP MAN敢動」沐浴乳主角
- 2021年：「韋恩咖啡」廣告主角

## 重要賽事紀錄
- 2003年     - 台北市越野賽高中組冠軍
- 2003年     - 台北市中學運動會5000公尺冠軍
- 2003年     - 台北市中學運動會10000公尺冠軍
- 2003年     - 台灣中學運動會10000公尺亞軍
- 2004年     - 台北市越野賽高中組冠軍
- 2004年     - 台北市中學運動會五千公尺冠軍
- 2004年     - 台北市中學運動會一萬公尺冠軍
- 2004年     - 全國中等學校運動會一萬公尺冠軍(32分48秒58)
- 2004年     - 全國中等學校運動會五千公尺亞軍(15分21秒52)
- 2005年1月 - 中國廈門國際馬拉松 - 中華台北代表隊選手
- 2005年4月 - 金石國際馬拉松半程馬拉松男子組第七名(1小時16分19秒80)
- 2005年8月 - 日本福岡名水馬拉松第一名(2小時36分14秒)
- 2005年10月 - 全國運動會男子組五千公尺15分19秒86
- 2006年7月 - 金石國際馬拉松馬拉松男子組第三名(2小時40分13秒)
- 2006年4月 - 日本第6屆琵琶湖接力賽第一名、第七區區間賞
- 2007年3月 - 金石國際馬拉松半程馬拉松男子組第五名(1小時14分05秒70)
- 2007年4月 - 日本第7屆琵琶湖接力賽第二名
- 2007年5月 - 加拿大雪地路跑賽5公里第一名
- 2008年3月 - 磁北極650公里大挑戰團體組 - 台灣隊第三名 (創下歷屆最年輕成功挑戰完成比賽之紀錄)
- 2009年10月 - 喜馬拉雅160公里5天分站賽第四名
- 2010年4月 - 北極點馬拉松賽第三名
- 2010年12月 - 南極洲100公里超級馬拉松賽第二名
- 2011年10月 - 南非喀拉哈里沙漠250公里超馬賽第三名
- 2012年5月 - 巴西170公里non-stop冒險戰賽第二名
- 2012年7月 - 西班牙洛哈230公里5日賽山徑超馬賽 第四名
- 2013年2月 - 加拿大育空700公里極地橫越賽第三名 (舉辦11年亞洲第一位選手成功完賽、創下最年輕27歲紀錄)
- 2013年5月 - 澳洲520公里內路橫越賽 第二名。由2009年喜馬拉雅賽事至本場比賽，以5年時間完成世界7大洲、8大站極地超級馬拉松賽事。為首位完成的亞洲人，也創下最年輕完賽者的紀錄。
- 2014年6月 - 玻利維亞高原6天分站賽 總冠軍[10][11]
- 2015年9月20日 - 美國G2G 273km大峽谷超馬賽 總冠軍 [12]
- 2015年12月10日 - 非洲布吉納法索213公里超馬賽 總冠軍[13][14]
- 2016年5月7日 - 2016 4大極地總冠軍賽第一站撒哈拉沙漠250km 第二名[15]
- 2016年6月22日 - 2016 4大極地總冠軍賽第二站中國戈壁沙漠250km 第五名[16]
- 2016年10月8日 - 2016 4大極地總冠軍賽第三站智利阿他加馬高原沙漠250km 第一名[17][18][19]
- 2016年11月21日 - 2016 4大極地總冠軍賽第四站南極洲250km 第二名[20]
- 2016年11月26日 - 2016年4大極地賽 總積分第一名，成為2016年4大極地賽總冠軍，創下亞洲首位紀錄[21][22]
- 2018年6月1日 - 不丹200km高山超馬賽總冠軍 [23]
- 2018年8月27日 -冰島250公里冰與火超馬賽 總冠軍
- 2019年10月17日 -ULTRAX約旦250km沙漠賽 亞軍
- 2019年12月9日 -柬甫寨220km超馬賽 冠軍
- 2022年6月11日 -Ultra X 斯洛維尼亞250km世界超馬錦標賽｜季軍
- 2023年2月 - 加拿大育空700公里極地橫越賽第四名 (徒步組第三名) [24][25]

## 書籍
- 《零下四十度的勇氣》，作者：陳彥博，出版社：健行，出版日期：2010年12月1日
- 《夢想，零極限：極地超馬選手陳彥博的熱血人生》，作者：陳彥博，出版社：親子天下，出版日期：2014年1月3日
- 《越跑越懂得：亞洲第一極地超馬選手陳彥博想告訴你的事》，作者：陳彥博，出版社：圓神，出版日期：2015年11月25日
- 《出發 Run For Dream》，作者：陳彥博，出版社：圓神，出版日期：2018年10月8日

## 電影
- 征服北極 (記錄片)
- 出發 (記錄片)

## 外部連結
- 陳彥博的Facebook專頁
- 陳彥博的Instagram帳戶